# Division 2 i bandy
Division 2 i bandy är en bandyserie i Sverige. Det är Sveriges fjärde högsta division för herrar.
Divisionen är uppdelad i sex olika regionala serier. Seriesegraren avancerar upp till division 1 utan kval. 

## Lag 2024/2025
Säsongen 2024/2025 spelade följande lag i de olika serierna:

### Nord
- Broberg/Söderhamn BK
- Edsbyn IF/Alfta
- Skutskärs IF BK
- Söråkers IF
- Selånger SK
- Östersunds BS U

### Nord-Syd
- Grycksbo IF BK
- IFK Rättvik U
- Karlsbyhedens IK
- Borlänge/Stora Tuna BK
- Grängesbergs BK
- IK Heros BK
- Lingheds IF

### Mellansverige
- Örebro SK U
- Katrineholm Värmbol BS
- Borgia Norrköping BK
- IF Boltic Karlstad U
- Finspångs AIK U
- Lesjöfors IF/Filipstad BF
- Eskilstuna BS
- Derby/Linköping BK
- Åtvidabergs BK
- IK Viking BK

### Stockholm
- Bajen B
- IK Tellus B
- IF Ulvarna
- Västerås SK BK U
- IFK Uppsala
- UNIK BK
- Djurgårdens IF BK B
- Spånga/Bromstens BK
- GT/76 IK U
- Gustavsbergs IF BK U
- Helenelunds IK U
- Huddinge BK/GT76 IK B

### Västergötland
- Vargöns BK
- Hajstorps SK/Otterbäckens BK
- Villa Lidköping BK
- BK Wiking
- Skövde BK

### Sydväst
- IFK Kungälv U
- Surte Wildcats
- Mölndal BK
- Torups BK
- SK Höjden U
- Sunvära SK
- Kungälvs SK
- BK Slottshov

### Småland
- Vetlanda BK
- Månsarps IF
- Fredrikbergs BK
- Skirö AIK B
- Waggeryds IK
- Nässjö IF U
- Tranås BoIS BK
- Öjaby IS